# Purwodadi (Way Sulan)
Purwodadi is een bestuurslaag in het regentschap Lampung Selatan van de provincie Lampung, Indonesië. Purwodadi telt 2136 inwoners (volkstelling 2010).